# Heikki Värtsi

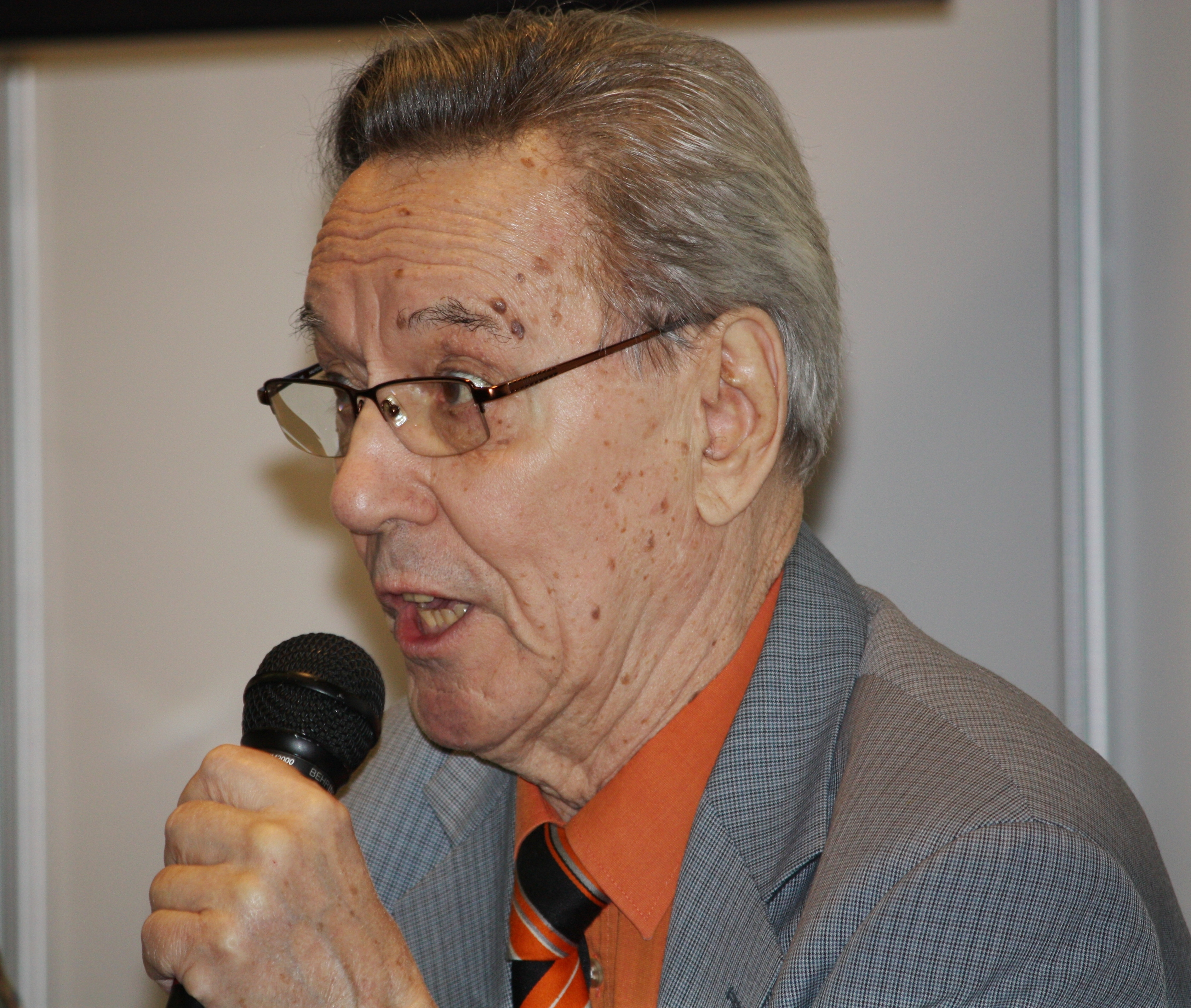
Heikki Värtsi.

Heikki Feodor Värtsi, född 22 augusti 1931 i Kexholm i Finland, död 11 november 2013 i Helsingfors, var en finländsk dansör, koreograf och regissör.
Vaärtsi utbildade sig bland annat i Helsingfors, Paris, New York och Leningrad. Han blev solist vid Finlands nationaloperas balett 1953, premiärdansör 1958 och verkade som balettmästare vid Helsingfors stadsteater 1965–1968. Han arbetade också som koreograf samt opera-, operett- och musikalregissör, bland annat vid Finlands nationalopera och på teatrar i hela Finland. Han stod för regin bland annat då musikalen West Side Story 1963 hade europeisk urpremiär på Tammerfors teater. Han tilldelades Pro Finlandia-medaljen 1970 och var konstnärsprofessor 1984–1989.